# 钦工镇
钦工镇，是中华人民共和国江苏省淮安市淮安区下辖的一个乡镇级行政单位。2018年7月撤销钦工镇、宋集乡，设立新的钦工镇。以原钦工镇、宋集乡所辖区域为钦工镇行政区域，钦工镇人民政府驻钦工村委会境内，办公地址为云集路188号。

## 行政区划
钦工镇下辖以下地区：
钦工社区、马堡村、东支村、士銮村、紫徐村、横沟村、贾庄村、韩赵村、镇西村和五里村。